# Anybody Killa
James Lowery (* 26. Juni 1973 in Detroit), Künstlername Anybody Killa oder abgekürzt ABK, ist ein US-amerikanischer Rapper. Er gehört dem Indianerstamm der Lumbee an und lebt in Detroit. Lowery ist aktuell beim Plattenlabel Psychopathic Records unter Vertrag und ist Teil des Bandprojekts Dark Lotus. Zuvor bildete er mit Lavel, einem anderen Rapper aus Detroit, das Duo Krazy Klan.

## Diskografie
James Lowery hat fünf Soloalben veröffentlicht:
- 2003: Hatchet Warrior
- 2004: Dirty History
- 2005: Road Fools (CD plus DVD)
- 2008: Mudface
- 2010: Medicine Bag